# Жюліан Б'янкон
Жюліан Б'янкон (фр. Giulian Biancone, нар. 31 березня 2000, Фрежус) — французький футболіст, захисник клубу «Олімпіакос». Виступав за юнацьку збірну Франції.

## Клубна кар'єра
Народився 31 березня 2000 року в місті Фрежус. Починав займатися футболом у структурі місцевого однойменного клубу, звідки 2015 року перебрався до академії «Монако».
В сезоні 2018/19 дебютував за головну команду клубу у Лізі 1, а наступний сезон провів у бельгійській першості, де на правах оренди грав за «Серкль», у якому мав регулярну ігрову практику. Повернувшись з оренди влітку 2020 року, провів ще декілька ігор за головну команду «Монако», після чого у жовтні того ж року знову був орендований «Серклєм».
Влітку 2021 року перейшов у «Труа».

## Виступи за збірну
Протягом 2018—2019 років викликався до юнацької збірної Франції (U-19), за яку провів сім ігор.

## Статистика виступів

### Статистика клубних виступів
Станом на 3 липня 2021
| Сезон             | Команда           | Чемпіонат         | Чемпіонат | Чемпіонат | Національний кубок | Національний кубок | Національний кубок | Континентальні кубки | Континентальні кубки | Континентальні кубки | Інші змагання | Інші змагання | Інші змагання | Усього | Усього | Усього |
| Сезон             | Команда           | Ліга              | Ігор      | Голів     | Ліга               | Ігор               | Голів              | Ліга                 | Ігор                 | Голів                | Ліга          | Ігор          | Голів         | Ігор   | Голів  |        |
| ----------------- | ----------------- | ----------------- | --------- | --------- | ------------------ | ------------------ | ------------------ | -------------------- | -------------------- | -------------------- | ------------- | ------------- | ------------- | ------ | ------ | ------ |
| 2018–19           | «Монако-2»        | АЧФ               | 13        | 1         |                    | -                  | -                  |                      | -                    | -                    |               | -             | -             | 13     | 1      |        |
| 2018–19           | «Монако»          | Л1                | 1         | 0         | КФ+КЛ              | 1+1                | 0+1                | ЛЧ                   | 2                    | 0                    |               | -             | -             | 5      | 1      |        |
| 2019–20           | «Серкль»          | Л1                | 25        | 1         | КБ                 | 1                  | 0                  |                      | -                    | -                    |               | -             | -             | 26     | 1      |        |
| 2020              | «Монако»          | Л1                | 2         | 0         | КФ                 | 0                  | 0                  |                      | -                    | -                    |               | -             | -             | 2      | 0      |        |
| 2020–21           | «Серкль»          | Л1                | 18        | 1         | КБ                 | 2                  | 0                  |                      | -                    | -                    |               | -             | -             | 20     | 1      |        |
| Усього за кар'єру | Усього за кар'єру | Усього за кар'єру | 59        | 3         |                    | 5                  | 1                  |                      | 2                    | 0                    |               | -             | -             | 66     | 4      |        |

## Титули і досягнення
- Чемпіон Греції (1):

«Олімпіакос»: 2024–25
- Володар Кубка Греції (1):

«Олімпіакос»: 2024–25
- Переможець Ліги конференцій УЄФА (1):

«Олімпіакос»: 2023–24